# Orlowka (Tschüi)

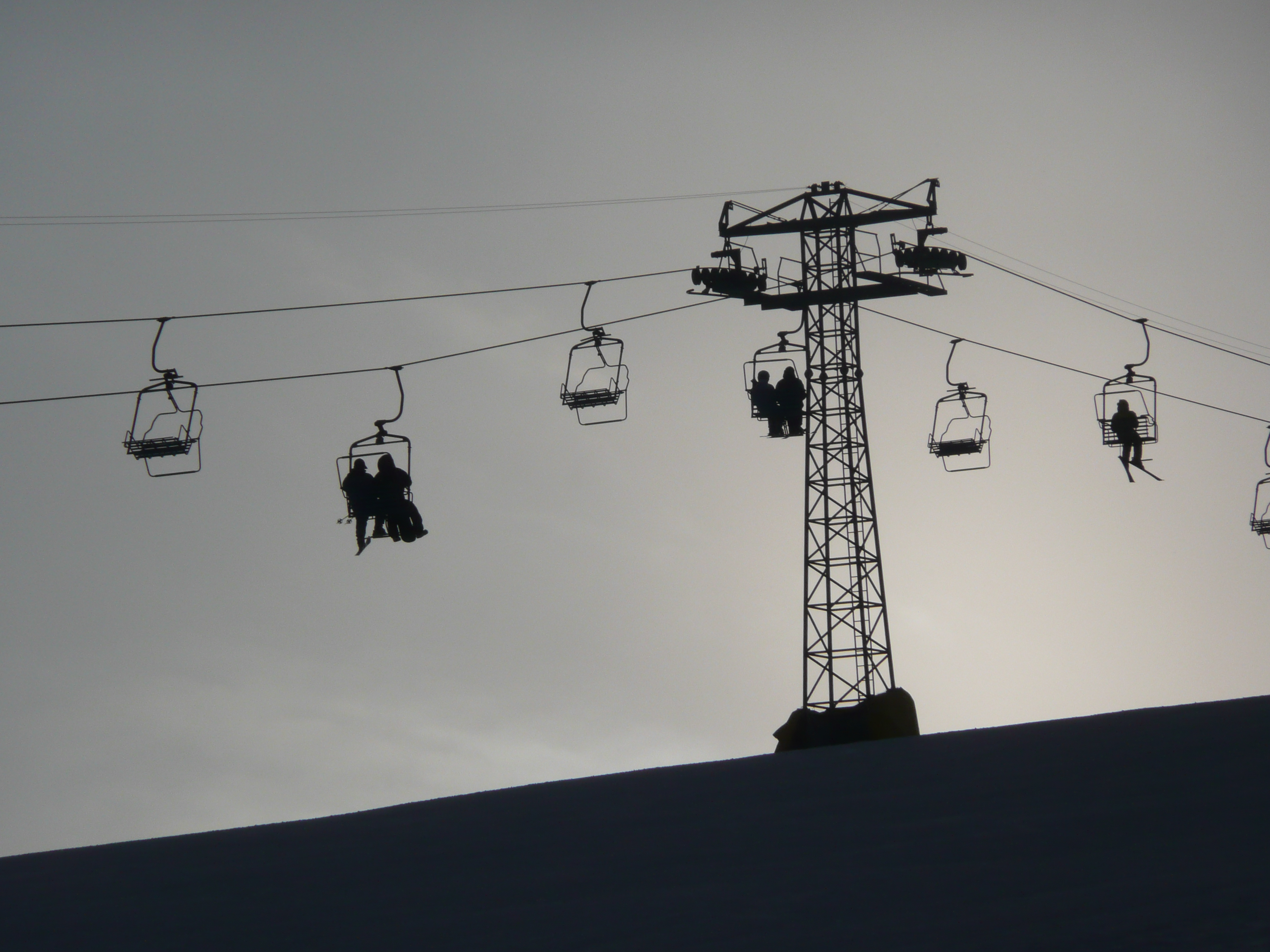
Skilift im Skigebiet Orlowka

Orlowka (russisch Орловка) ist eine Siedlung städtischen Typs im Rajon Kemin des kirgisischen Oblus Tschüi. Im Jahr 2022 lebten 7.200 Einwohner in Orlowka.

## Lage
Orlowka liegt im Norden Kirgisistans, nahe der Grenze zu Kasachstan auf einer Höhe von 1080 Metern. Die kirgisische Hauptstadt Bischkek befindet sich circa 70 Kilometer westlich von Orlowka. Im Nordwesten von Orlowka liegt Tokmok, das ehemalige Verwaltungszentrum des Oblus Tschüi.

## Infrastruktur
Mit der Fernstraße A365 verläuft eine der wichtigsten Verbindungen zwischen Bischkek und dem weiter östlich gelegenen Yssyk-Köl nördlich von Orlowka. In der Stadt gibt es ein Postamt, ein Gericht, ein Zentrum für Allgemeinmedizin, einen Kindergarten, mehrere Sekundarschulen und eine Grundschule.

## Sport
Die Stadt verfügt über einen großen Sportkomplex, der in acht Abteilungen für verschiedene Sportarten gegliedert ist. Vor allem im Ringen konnten Sportler aus Orlowka bereits Erfolge erzielen. Außerdem gibt es in Orlowka ein Stadion und ein kleines Fußballfeld aus Kunstrasen.

## Einwohnerentwicklung
Zu Zeiten der Sowjetunion wies Orlowka ein deutliches Bevölkerungswachstum auf, sodass die Bevölkerung beim letzten Zensus vor dem Zerfall der Sowjetunion mit 12.080 ihren Höchststand erreichte. Bei dem letzten Zensus im März 2009 lebten 6.260 Personen in Orlowka, gegenüber 1989 ist die Bevölkerung damit um circa 48,2 % zurückgegangen. Für die 2010er-Jahre haben Schätzungen eine Stabilisierung der Einwohnerzahl bei knapp über 6.000 ergeben. Der Zensus 2022 ergab 7.200 Einwohner für Orlowka, womit wieder ein Wachstum zu erkennen ist.
| Zensus      | Einwohner |
| ----------- | --------- |
| Januar 1970 | 8.232     |
| Januar 1979 | 9.425     |
| Januar 1989 | 12.080    |
| März 1999   | 9.807     |
| März 2009   | 6.260     |
| 2022        | 7.200     |

## Wirtschaft
Ein bedeutender Faktor für die Wirtschaft Orlowkas ist das nahegelegene Skigebiet Orlowka. Dieses liegt zwei Kilometer südlich der Stadt und verfügt über eine Pistenlänge von insgesamt 5 Kilometern. Das Skigebiet liegt auf einer Höhe von 1.200 bis 1.650 m. ü. M. und ist mit fünf Liften, zwei Pistenmaschinen und zahlreichen Schneekanonen ausgestattet. Zudem gibt es in Orlowka die erste Snowboard-Halfpipe Kirgisistans. Das Skigebiet ist vor allem ein beliebtes Naherholungsgebiet für die Einwohner Bischkeks und wird jährlich von 30.000 Skifahrern und Snowboardern besucht.
Des Weiteren ist die Landwirtschaft ein wichtiger Erwerbszweig für die Einwohner Orlowkas. Die landwirtschaftliche Nutzfläche in und um Orlowka beträgt 11.529 Hektar. Schwerpunkte der Landwirtschaft ist der Anbau von Weizen, Gerste, Mais, Zuckerrüben und der Färberdistel. Auch die Viehwirtschaft ist in der Region vertreten, der Bestand an Rindern und Schafen nahm in den letzten Jahren eine dynamische Entwicklung.